# George Washington Custis Lee
George Washington Custis Lee (16. září 1832 – 18. února 1913) byl nejstarší ze sedmi dětí generála Roberta Edwarda Lee a Mary Anny Randolph Custis. Narodil se v pevnosti Fort Monroe, kde jeho otec tou dobou sloužil. Během Americké občanské války bojoval jako generál na straně Konfederace.

## Vzdělání
Navštěvoval nejprve soukromou školu a v osmnácti letech nastoupil na United States Military Academy ve West Pointu, kde strávil následující čtyři roky jako velmi schopný a vzrorný student. Ve stejné době povýšil do funkce superintendanta jeho otec Robert E. Lee a setkal se zde s mladými muži, kteří za občanské války sloužili v obou armádách. Mezi nejznámější patřili jeho bratranec Fitzhugh Lee, James Ewell Brown Stuart, John Bell Hood, nebo Philip Henrry Sheridan. Custis absolvoval v roce 1854 jako nejlepší v ročníku a v hodnosti poručíka byl přiřazen do sboru inženýrů, stejně jako jeho otec o 25 let dříve.

## Válečné období
Následujících sedm let strávil v armádě, ale v roce 1861 po odtržení svého rodného státu Virginie od Unie rezignoval na svou funkci a s jistou nelibostí vstoupil do armády Konfederace. Většinu války strávil ve štábu prezidenta Jeffersona F. Davise jako jeho pobočník a poradce pro výstavbu obranných linií kolem Richmondu i reorganizaci armády. 25. června 1863 povýšil do hodnosti brigádního generála a 20. října 1864 pak do hodnosti generálmajora. Přestože většinu války strávil jen ve štábu prezidenta, koncem roku 1863 zažádal písemně unionistického generála, aby byl na osmačtyřicet hodin vyměněn za svého mladšího bratra, tou dobou válečného zajatce a ten se mohl vrátit domů ke své umírající manželce. Nicméně tato žádost byla zamítnuta. Na konci války sloužil v divizi generála Richarda S. Ewella a s celou svou brigádou byl zajat, než by zbytečně hazardoval se životy svých mužů.

## Poválečné období
Po válce přijal místo profesora matematiky a vojenských věd na Virginia Military Institute a po smrti otce pak převzal funkci 9. prezidenta bývalé Washingtonovy koleje, která dnes nese také jméno jejich rodiny Washington-Lee. Tuto funkci zastával v letech 1871 – 1897, kdy rezignoval kvůli nemoci. Zbytek svého života strávil v ústraní v domě mladšího bratra Williama Leeho (tou dobou již mrtvého).

## Epilog
Býval vysoký, pohledný, galantní muž, v přítomnosti žen velmi plachý. Nikdy se neoženil, přestože pro své sourozence byl schopen velikých obětí a byl jimi vřele obdivován a milován.
Vyrostl z něj inteligentní a velmi schopný muž, který však nikdy nevystoupil zcela ze stínu svého otce a nedosáhl ani stejné popularity, jako jeho mladší bratr William Henry Fitzhugh Lee. Zemřel 18. února 1913, pohřben je v kapli na půdě university, která nese jméno rodiny, stejně jako kolej, kterou tak dlouho řídil. Ve stejné kapli je pohřben také jeho otec, matka, sourozenci a v neposlední řadě i slavný dědeček Light-Horse Harry Lee.

## Příbuzenské vztahy
otec:
- Robert Edward Lee (19. 1. 1807 – 12. 10. 1870)

matka:
- Mary Anna Custis Lee (1. 10 .1808 – 5. 11. 1873)

prarodiče:
- Henry "Light Horse Harry" Lee
- Ann Hill Carter
- George Washington Parke Custis
- Mary Anne Randolph

sourozenci:
- Mary Custis Lee (12. 7. 1835 – 22. 11. 1918)
- William Henry Fitzhugh Lee (31. 5. 1837 – 15 .10. 1891)
- Anne Carter Lee (18. 6. 1839 – 20. 10. 1862)
- Eleanor Agnes Lee (1841 – 15. 10. 1873)
- Robert Edward Lee, Jr. ( 27 .10. 1843 – 1914)
- Mildred Childe Lee (únor 1846 – 1905)